# Diócesis de Comayagua
La diócesis de Comayagua (en latín: Dioecesis Comayaguensis) es una circunscripción eclesiástica de la Iglesia católica en Honduras. Se trata de una diócesis latina, sufragánea de la arquidiócesis de Tegucigalpa. Desde el 14 de mayo de 2024 su obispo electo es Angelo Falzón, de la Orden de Frailes Menores.

## Territorio y organización

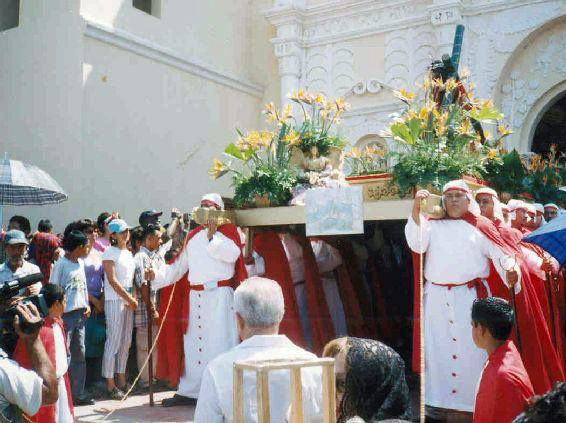
Procesión de Semana Santa en Comayagua

La diócesis tiene 7649 km² y extiende su jurisdicción sobre los fieles católicos de rito latino residentes en los departamentos de Comayagua y La Paz.
La sede de la diócesis se encuentra en la ciudad de Comayagua, en donde se halla la Catedral de la Inmaculada Concepción.
En 2021 en la diócesis existían 38 parroquias.

## Historia

### Primera diócesis de Comayagua
La diócesis de Honduras o de Hibueras (Higueras) fue erigida en 1527 por el papa Clemente VII sin tener sede fija. Originalmente fue sufragánea de la archidiócesis de Sevilla y abarcaba todo el territorio de la actual Honduras. El 6 de septiembre de 1531 fue confirmada por el papa y el 18 de agosto de 1532 fue nombrado el primer obispo, pero no aceptó y la sede no fue establecida hasta 1539 en la ciudad de Trujillo de la provincia del Cabo de Honduras, tomando el nombre de diócesis de Trujillo.
Debido a los constantes ataques de corsarios y piratas, el obispo Jerónimo de Corella trasladó en 1561 la sede de la diócesis a la ciudad de Santa María de la Nueva Valladolid de Comayagua, fundada en 1540. La diócesis adoptó entonces el nuevo nombre de diócesis de Comayagua. Previamente el obispo Corella había desechado las ideas de trasladarla a Villa de San Miguel de Heredia de Tegucigalpa, a San Pedro de Puerto Caballos (San Pedro Sula) y a Gracias a Dios (Gracias (Lempira)), debido a los innumerables problemas que presentaban. Corella siendo de familia aristocrática llevaba consigo 800 ducados y varios sirvientes, obreros y artistas para trabajar en catedrales y capillas del nuevo obispado. La autorización del traslado del obispado no fue recibida hasta el año 1572 por la Corte de Madrid, poco antes de que el obispo Corella falleciese. Después en 1678 fray Alonso Vargas y Abarca fundó el primer seminario de Comayagua.
El 30 de octubre de 1880 el Gobierno de Honduras decidió trasladar la capital del país de Comayagua a Tegucigalpa.
En 1909 la Santa Sede envió a Honduras a Juan Caliero como nuncio apostólico, quién sugirió restructurar las diócesis del país y el 2 de febrero de 1916 mediante la bula Quae rei sacrae del papa Benedicto XV la sede episcopal fue trasladada Comayagua a Tegucigalpa, que a la vez fue elevada a arquidiócesis metropolitana y dividida en tres circunscripciones.

### Actual diócesis de Comayagua
La actual diócesis fue erigida el 13 de marzo de 1963 con la bula Qui Dei arcano del papa Juan XXIII, obteniendo el territorio de la arquidiócesis de Tegucigalpa.

## Estadísticas
Según el Anuario Pontificio 2022 la diócesis tenía a fines de 2021 un total de 740 586 fieles bautizados.
| Año                                                                             | Población            | Población | Población      | Sacerdotes | Sacerdotes    | Sacerdotes    | Bautizados por sacerdote | Diáconos permanentes | Religiosos | Religiosos | Parroquias |
| Año                                                                             | Bautizados católicos | Total     | % de católicos | Total      | Clero secular | Clero regular | Bautizados por sacerdote | Diáconos permanentes | Varones    | Mujeres    | Parroquias |
| ------------------------------------------------------------------------------- | -------------------- | --------- | -------------- | ---------- | ------------- | ------------- | ------------------------ | -------------------- | ---------- | ---------- | ---------- |
| 1966                                                                            | 180 000              | 182 000   | 98.9           | 19         | 5             | 14            | 9473                     |                      | 16         | 18         | 11         |
| 1968                                                                            | 216 000              | 218 722   | 98.8           | 18         | 9             | 9             | 12 000                   |                      | 10         | 5          | 11         |
| 1976                                                                            | 290 000              | 330 000   | 87.9           | 16         | 10            | 6             | 18 125                   |                      | 7          | 24         | 11         |
| 1980                                                                            | 310 000              | 352 000   | 88.1           | 17         | 10            | 7             | 18 235                   |                      | 8          | 15         | 12         |
| 1990                                                                            | 350 437              | 358 657   | 97.7           | 26         | 15            | 11            | 13 478                   |                      | 11         | 40         | 21         |
| 1999                                                                            | 487 326              | 493 260   | 98.8           | 37         | 30            | 7             | 13 170                   |                      | 11         | 54         | 20         |
| 2000                                                                            | 471 500              | 478 660   | 98.5           | 30         | 23            | 7             | 15 716                   |                      | 18         | 39         | 21         |
| 2001                                                                            | 649 637              | 657 000   | 98.9           | 28         | 20            | 8             | 23 201                   |                      | 19         | 39         | 25         |
| 2002                                                                            | 645 330              | 659 440   | 97.9           | 44         | 35            | 9             | 14 666                   |                      | 20         | 43         | 26         |
| 2003                                                                            | 657 721              | 671 321   | 98.0           | 43         | 31            | 12            | 15 295                   |                      | 25         | 44         | 27         |
| 2004                                                                            | 620 701              | 673 021   | 92.2           | 41         | 29            | 12            | 15 139                   |                      | 25         | 53         | 27         |
| 2006                                                                            | 642 254              | 689 725   | 93.1           | 44         | 33            | 11            | 14 596                   |                      | 18         | 58         | 29         |
| 2013                                                                            | 690 000              | 732 000   | 94.3           | 51         | 41            | 10            | 13 529                   |                      | 31         | 70         | 32         |
| 2016                                                                            | 637 920              | 685 457   | 93.1           | 64         | 51            | 13            | 9967                     |                      | 35         | 65         | 37         |
| 2019                                                                            | 685 424              | 727 813   | 94.2           | 64         | 53            | 11            | 10 709                   |                      | 34         | 85         | 38         |
| 2021                                                                            | 740 586              | 789 537   | 93.8           | 70         | 56            | 14            | 10 579                   |                      | 35         | 108        | 38         |
| Fuente: Catholic-Hierarchy, que a su vez toma los datos del Anuario Pontificio. |                      |           |                |            |               |               |                          |                      |            |            |            |

## Episcopologio
- Bernardino Nicola Mazzarella, O.F.M. † (13 de marzo de 1963-30 de mayo de 1979 falleció)
- Geraldo Scarpone Caporale, O.F.M. † (30 de mayo de 1979 por sucesión-21 de mayo de 2004 retirado)
- Roberto Camilleri Azzopardi, O.F.M. † (21 de mayo de 2004-17 de octubre de 2023 falleció)
- Ángel Falzón, O.F.M., desde el 14 de mayo de 2024